# Cygnus CRS NG-10
Cygnus CRS NG-10 — десятая миссия грузового космического корабля снабжения Cygnus компании Northrop Grumman к Международной космической станции по контракту Commercial Resupply Services с НАСА.
В июне 2018 года была завершена сделка по продаже компании Orbital ATK корпорации Northrop Grumman. Компания была переименована в Northrop Grumman Innovation Systems и стала одним из подразделений корпорации.
Кораблю присвоено имя S.S. John Young в честь Джона Янга — девятого астронавта, ступивший на поверхность Луны, первого командира шаттла STS-1.
Третья дополнительная миссия корабля Cygnus, из заказанных НАСА после завершения изначального контракта на 7 запусков корабля.

## Запуск
Запуск корабля с помощью ракеты-носителя «Антарес» состоялся 17 ноября 2018 года в 09:01 UTC со стартовой площадки LP-0A Среднеатлантического регионального космопорта в Уоллопсе, штат Вирджиния.
Грузовой корабль прибыл к МКС 19 ноября 2018 года и в 10:28 UTC был захвачен манипулятором «Канадарм2», которым управляла астронавт НАСА Серина Ауньон-Чанселлор. В 12:31 UTC корабль был пристыкован к модулю «Юнити».

## Полезная нагрузка
Всего на МКС было доставлено 3350 кг:
- Провизия и вещи для экипажа — 1141 кг
- Материалы для научных исследований — 1044 кг
- Оборудование для выхода в открытый космос — 31 кг
- Компьютеры и комплектующие — 115 кг
- Оборудование и детали станции — 942 кг

На агрегатном отсеке корабля размещён негерметичный груз — пусковая установка NanoRacks с тремя наноспутниками для выпуска непосредственно с корабля до и после отстыковки от станции: KickSat-2, CHEFsat-2 и MYSAT-1.
Также корабль доставил на МКС новые туалетные кабинки, которые будут испытаны для возможного использования на борту космического корабля «Орион».

## Отстыковка и завершение миссии
Перед отстыковкой на люк корабля была впервые установлена пусковая установка Slingshot, которая была доставлена кораблём Dragon во время миссии снабжения SpaceX CRS-16. Корабль, наполненный 2494 кг мусора, был отстыкован от станции 8 февраля 2019 года в 14:37 UTC манипулятором «Канадарм2», которым управляли астронавт НАСА Энн Макклейн и астронавт ККА Давид Сен-Жак. Подняв высоту орбиты до 500 км корабль с помощью пусковой установки NanoRacks выпустил спутники MySat-1 and CHEFSat-2, а с помощью установки Slingshot — спутники Quantum Radar 1 и 2. После этого Cygnus опустился ниже орбиты МКС и 13 февраля, на высоте 325 км, выпустил спутник KickSat2, который, в свою очередь, выпустил сотню 100-грамовых фемтоспутников ChipSat, маленьких пластин размером 3,5 × 3,5 см и толщиной несколько миллиметров, оборудованных электропитанием, вычислительным и коммуникационным оборудованием, для изучения перспектив дальнейшей миниатюризации спутников.
25 февраля 2019 года в 09:05 UTC корабль был сведён с орбиты, завершив свою миссию.

## Фотогалерея

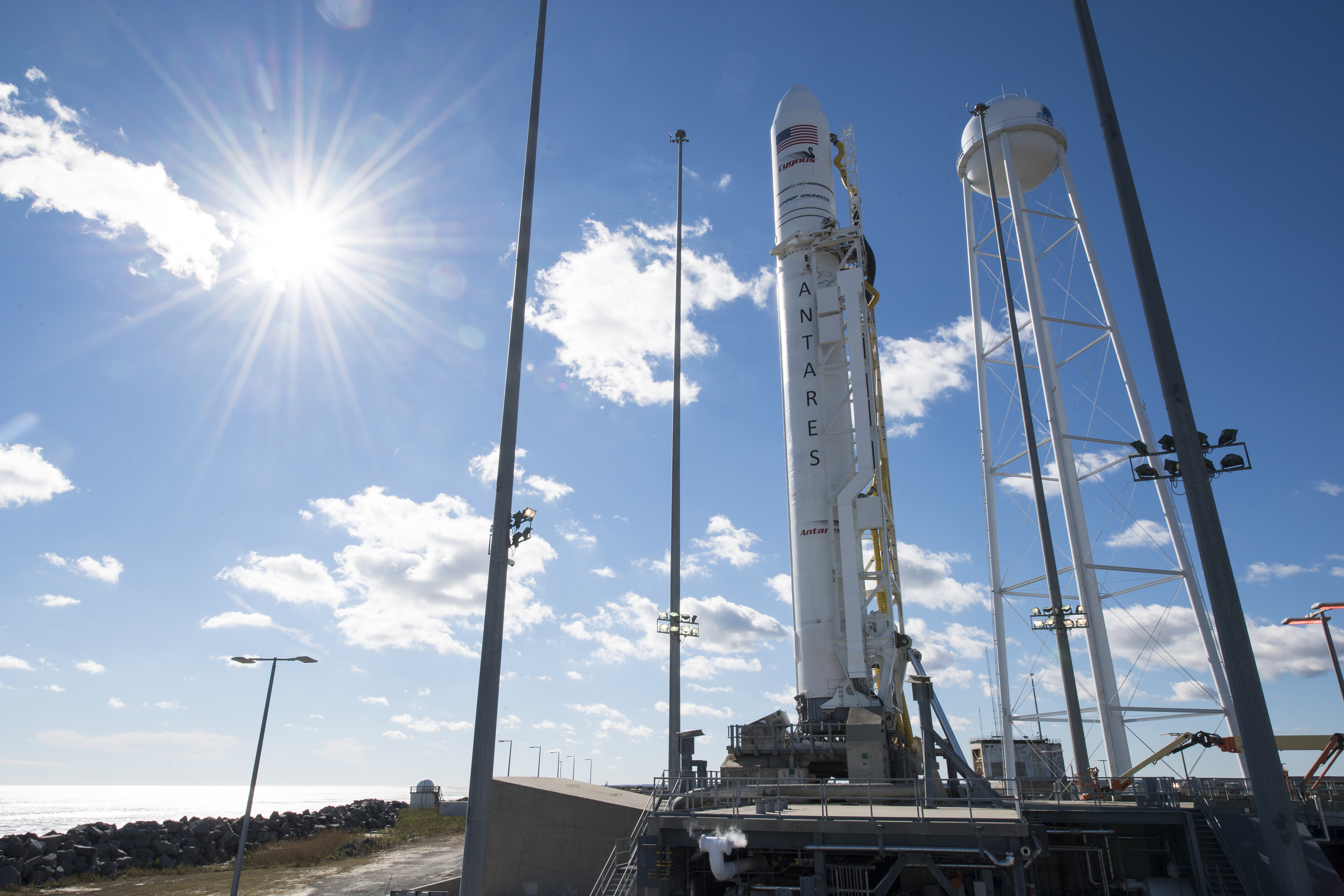
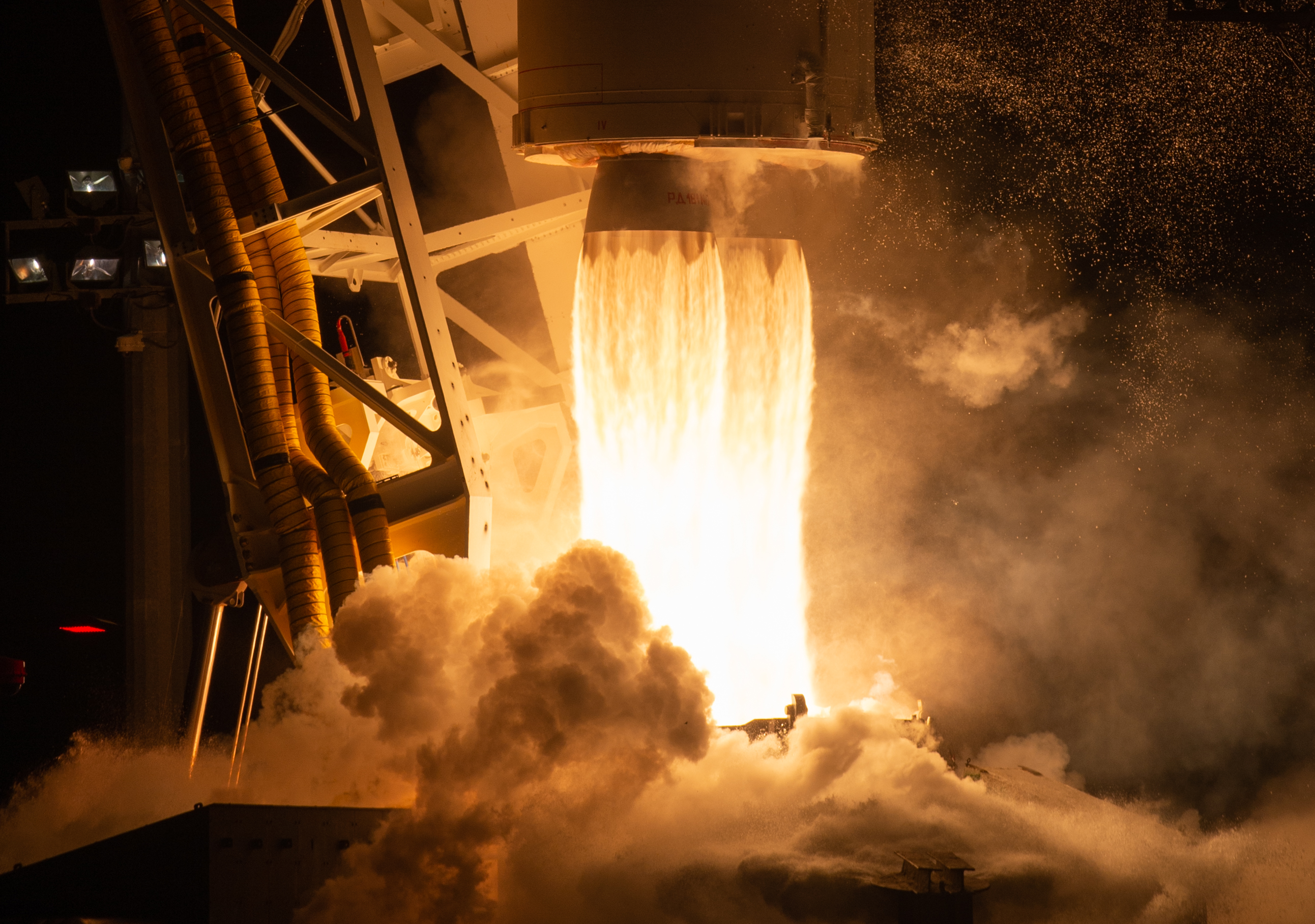
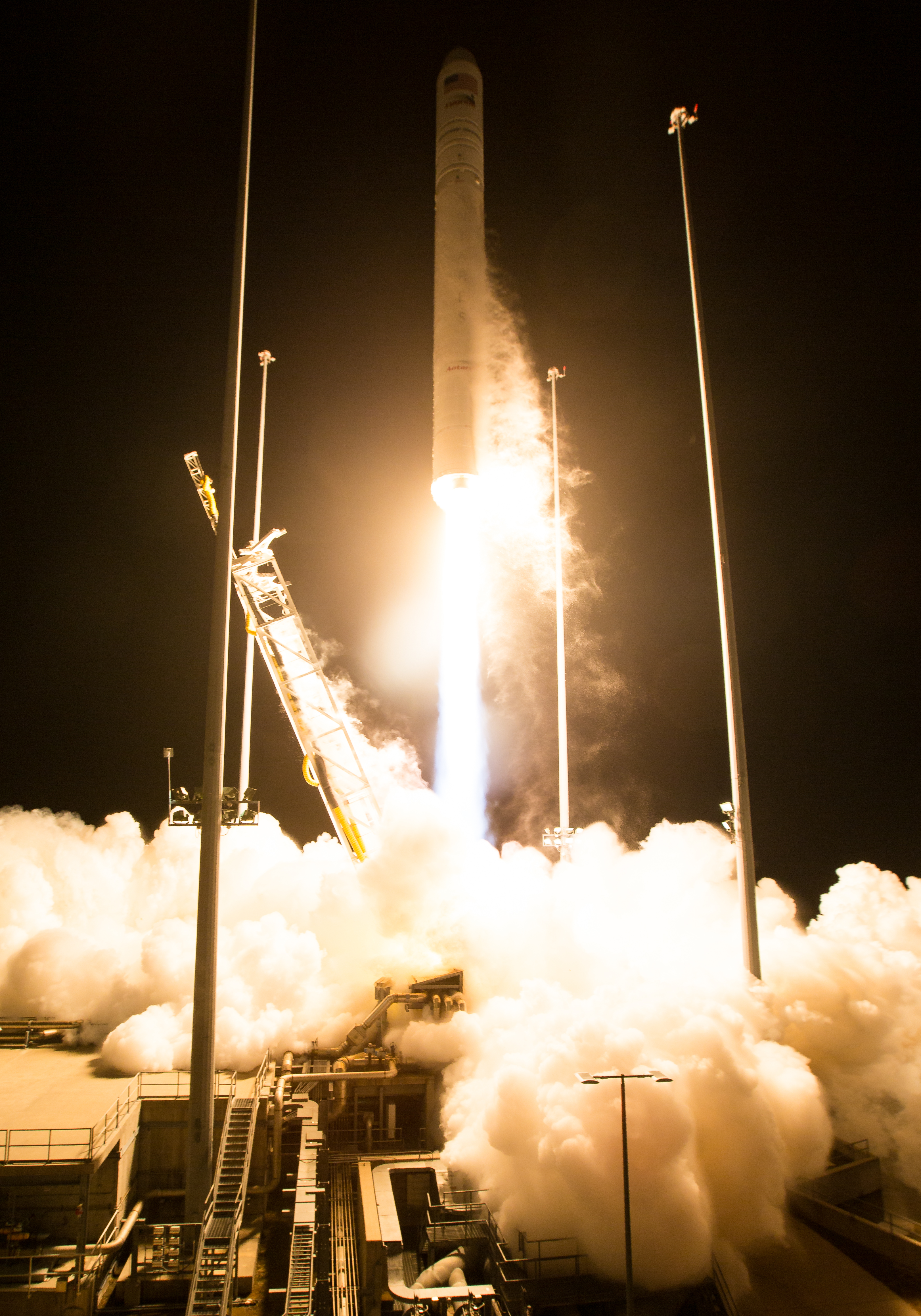
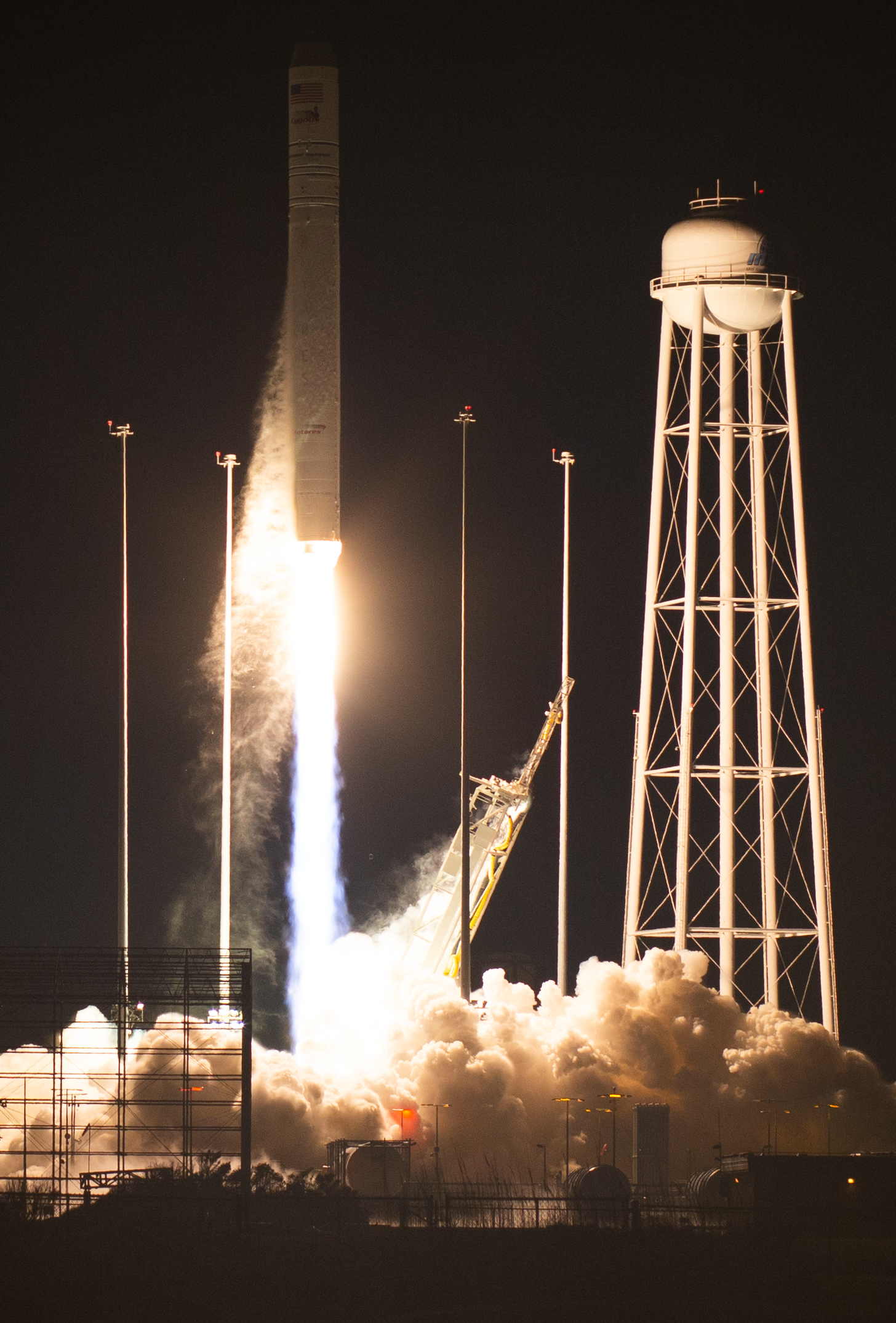

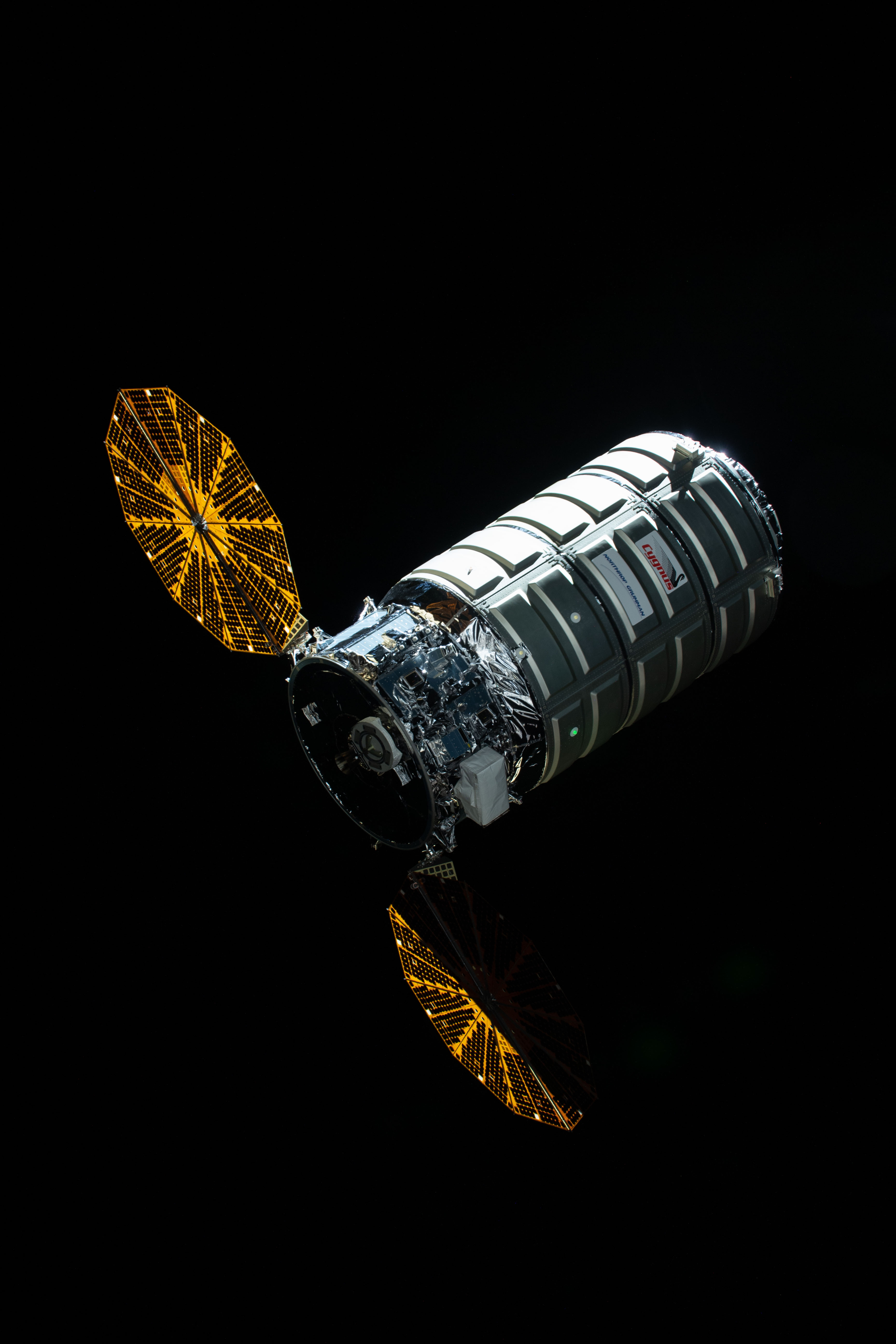
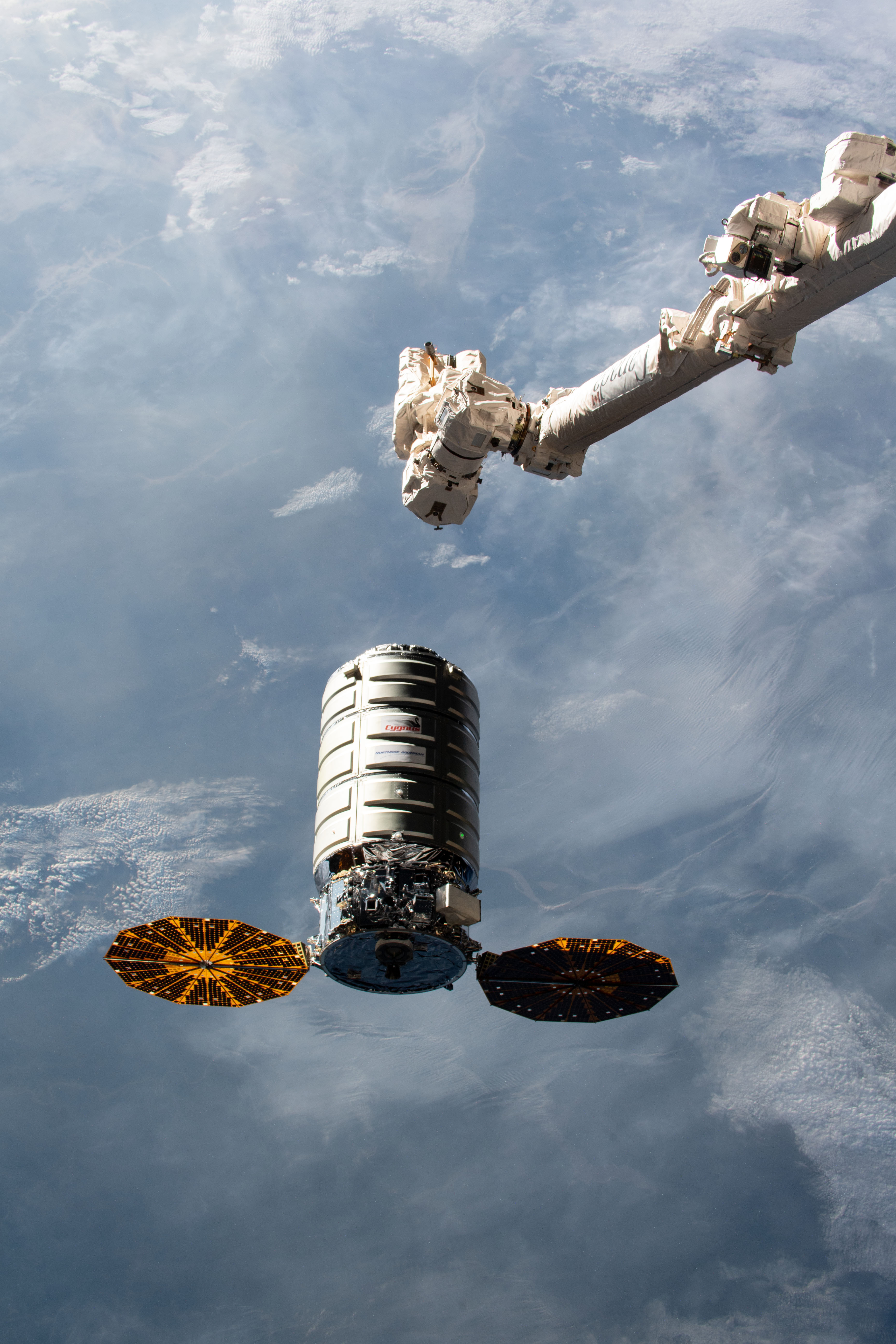
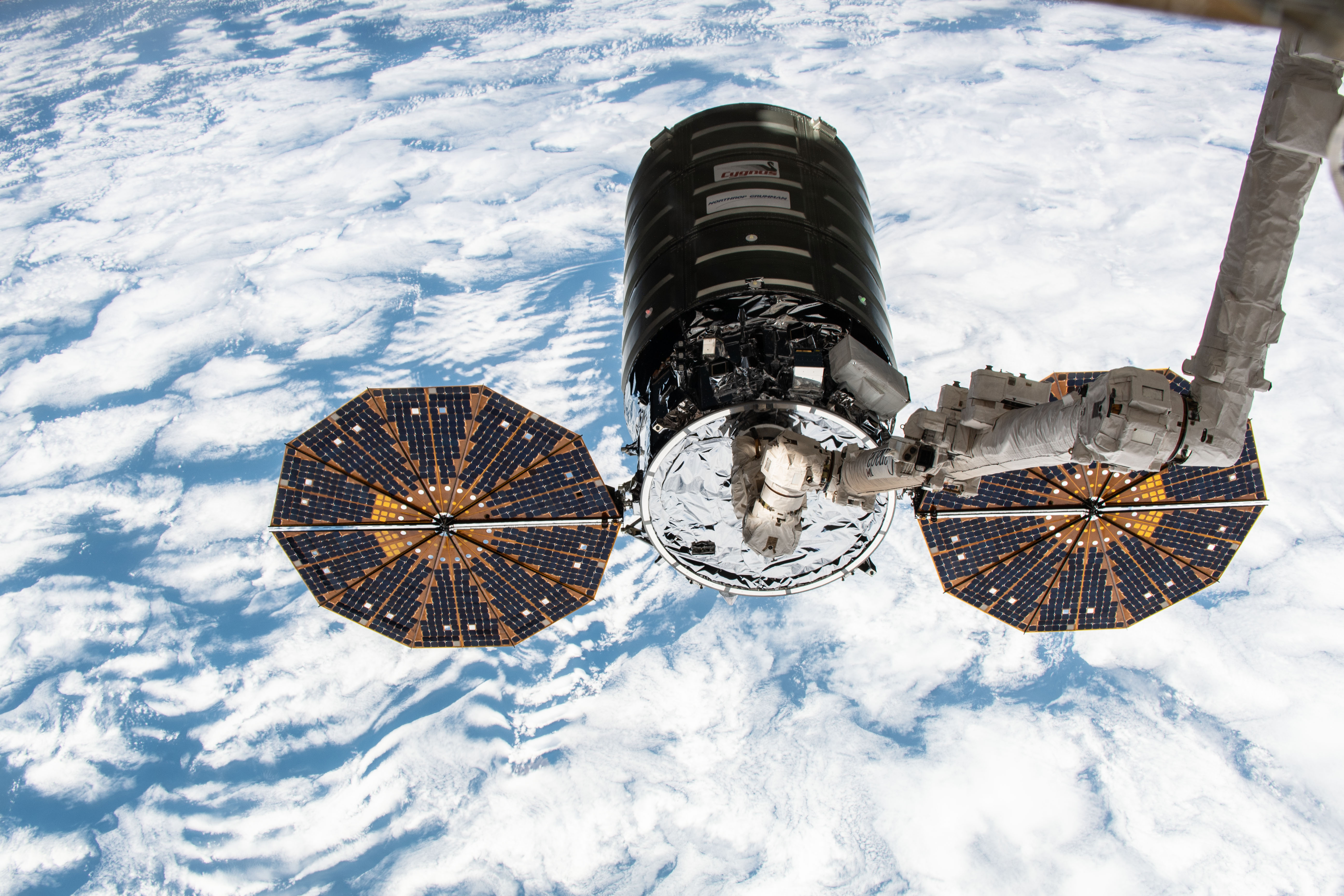
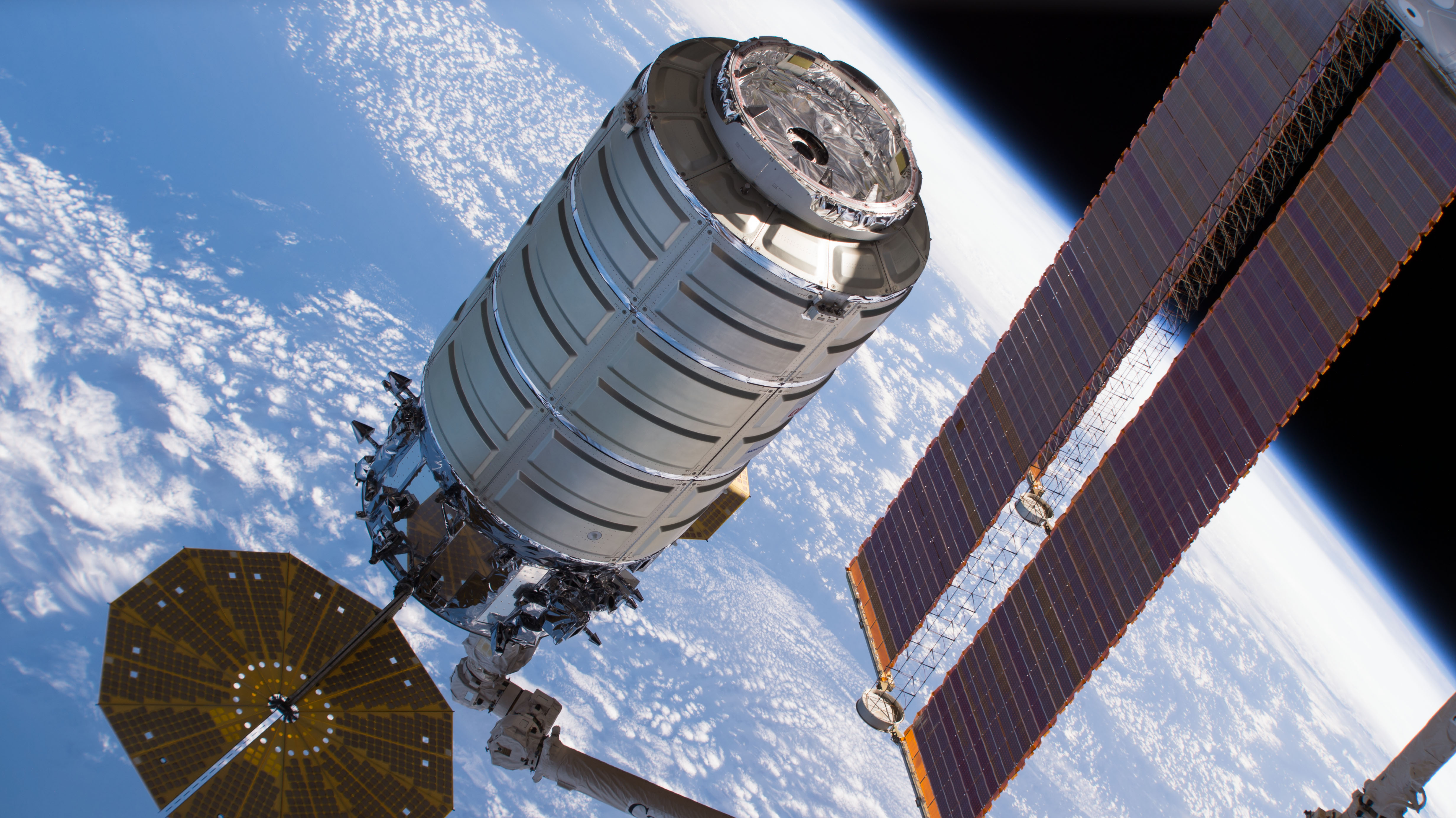

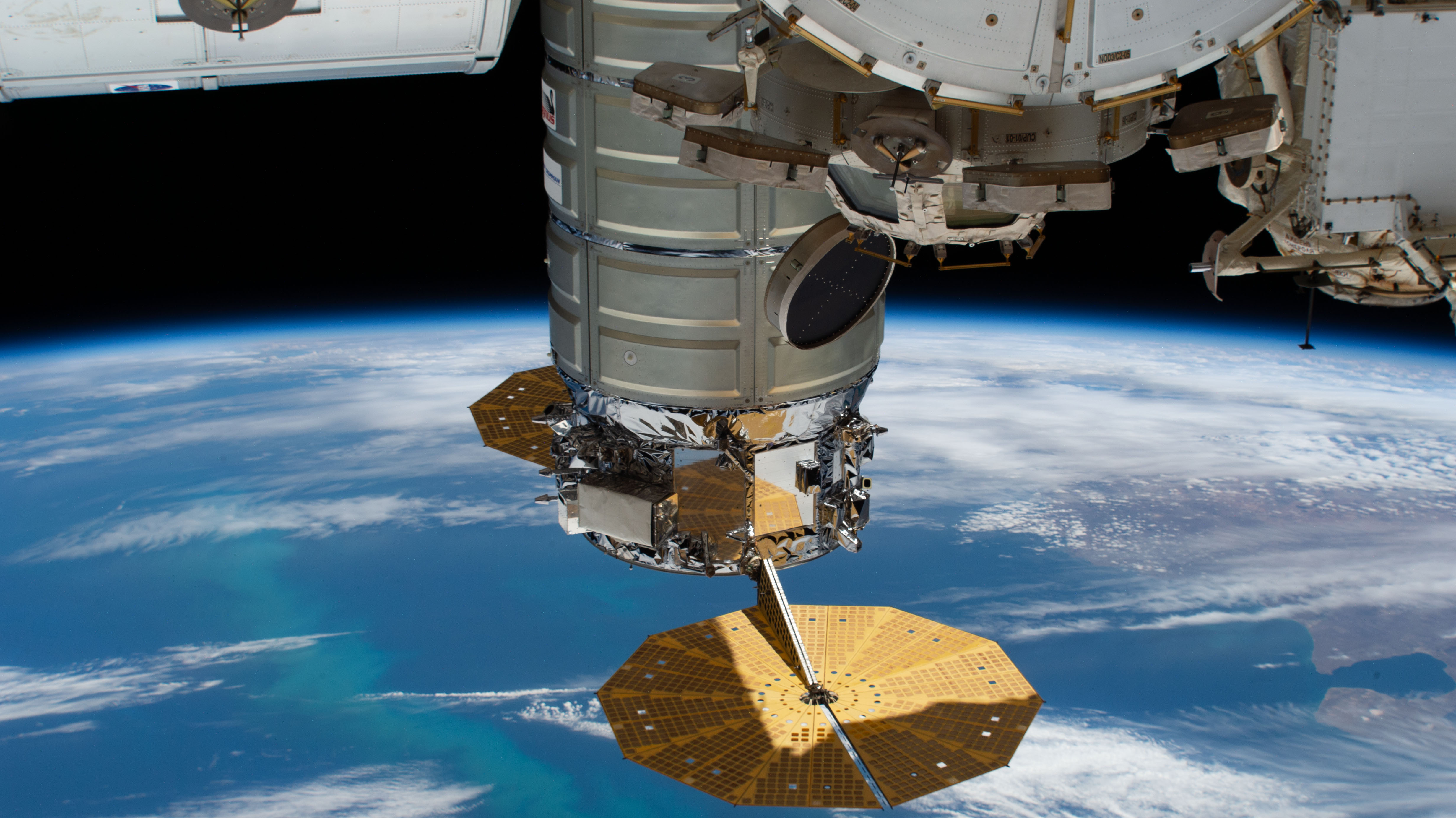
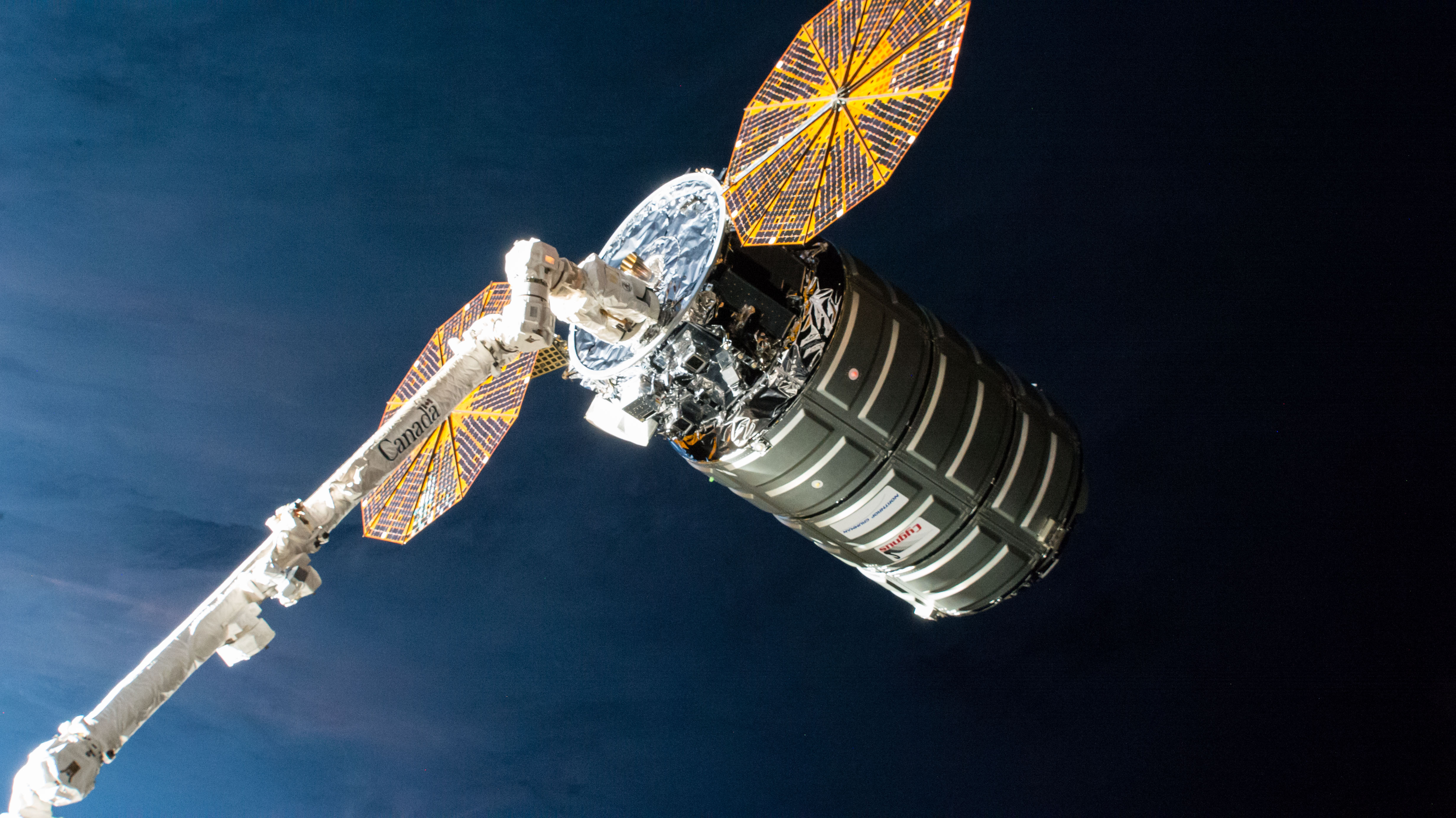
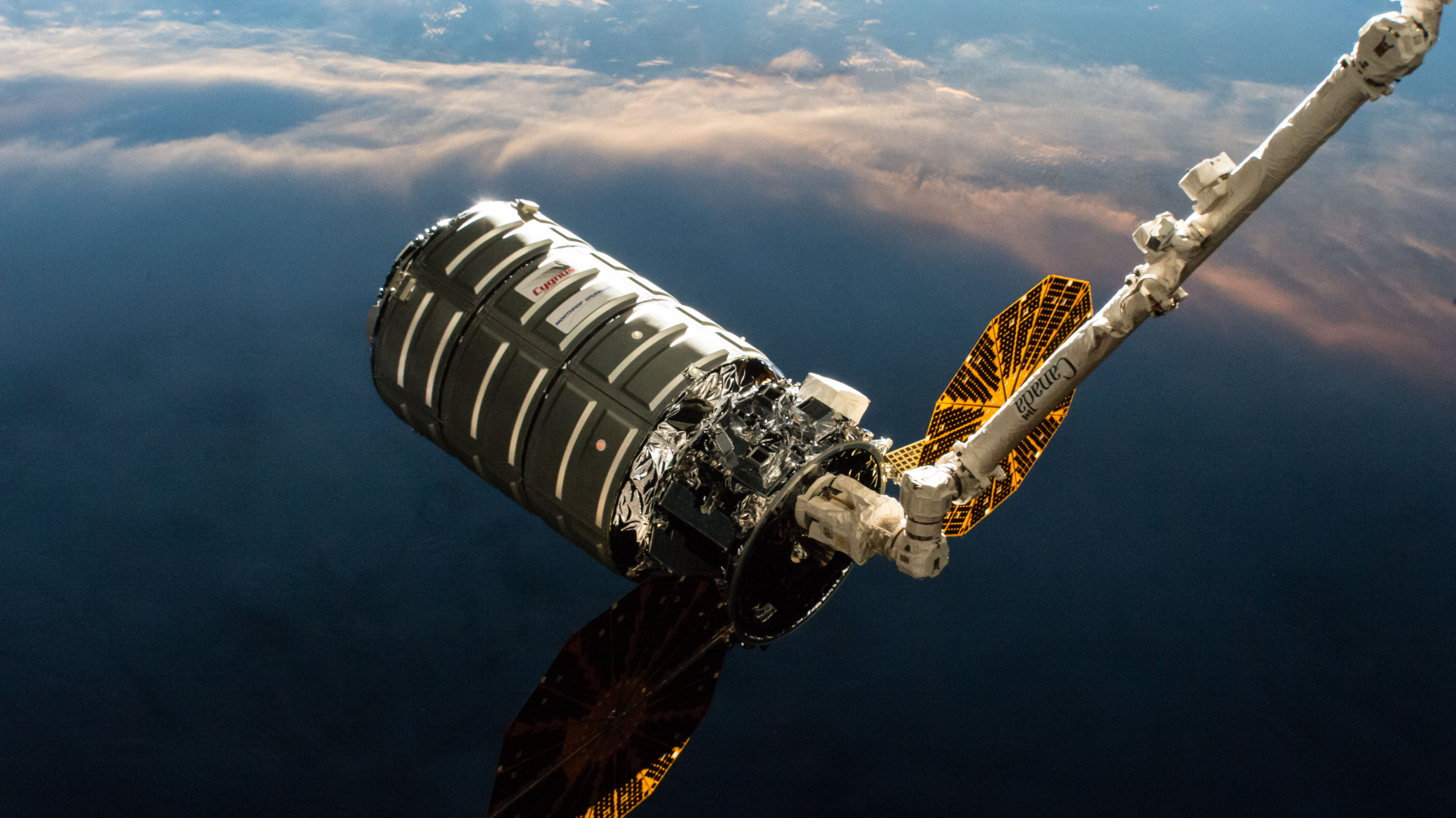

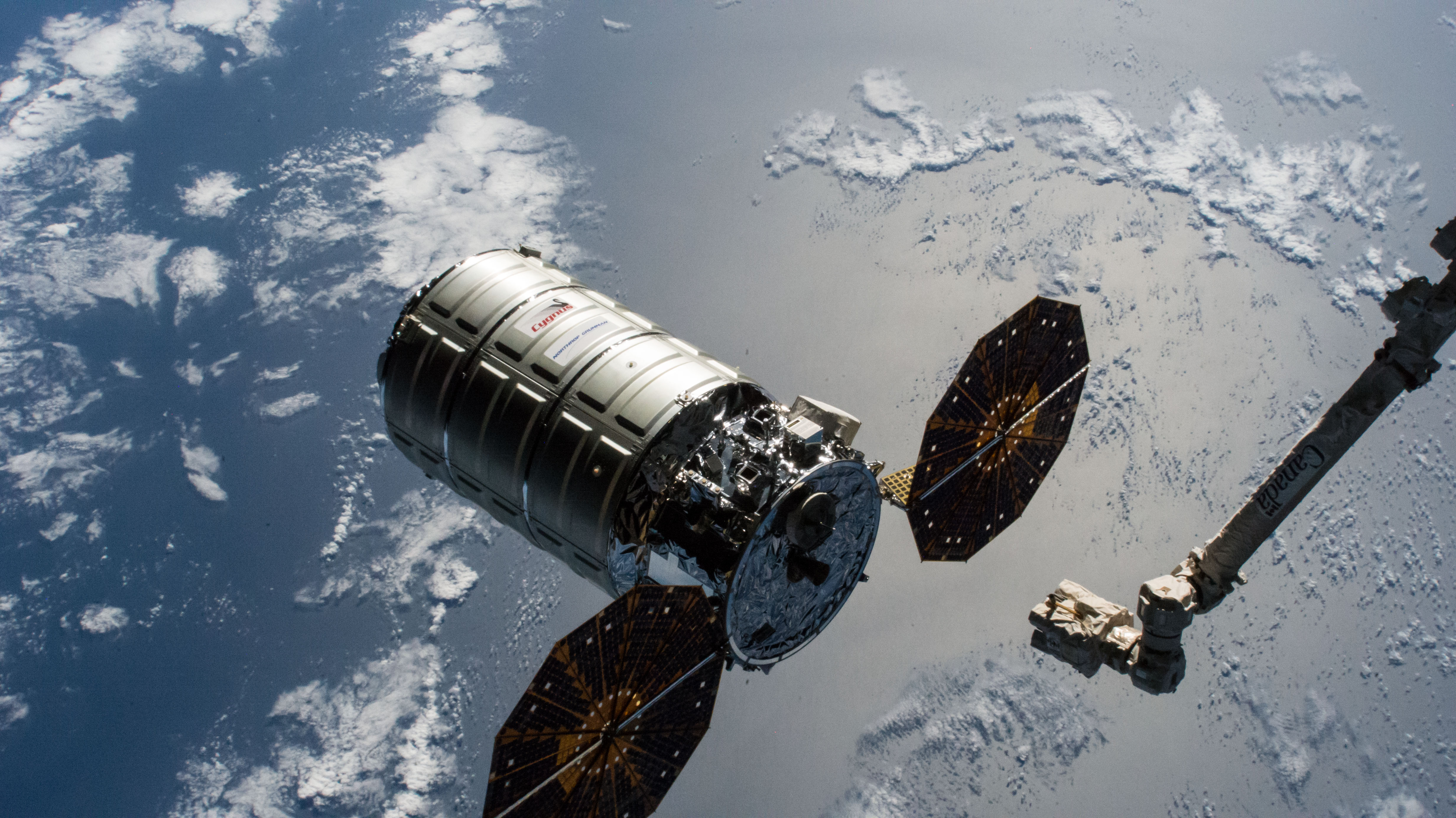
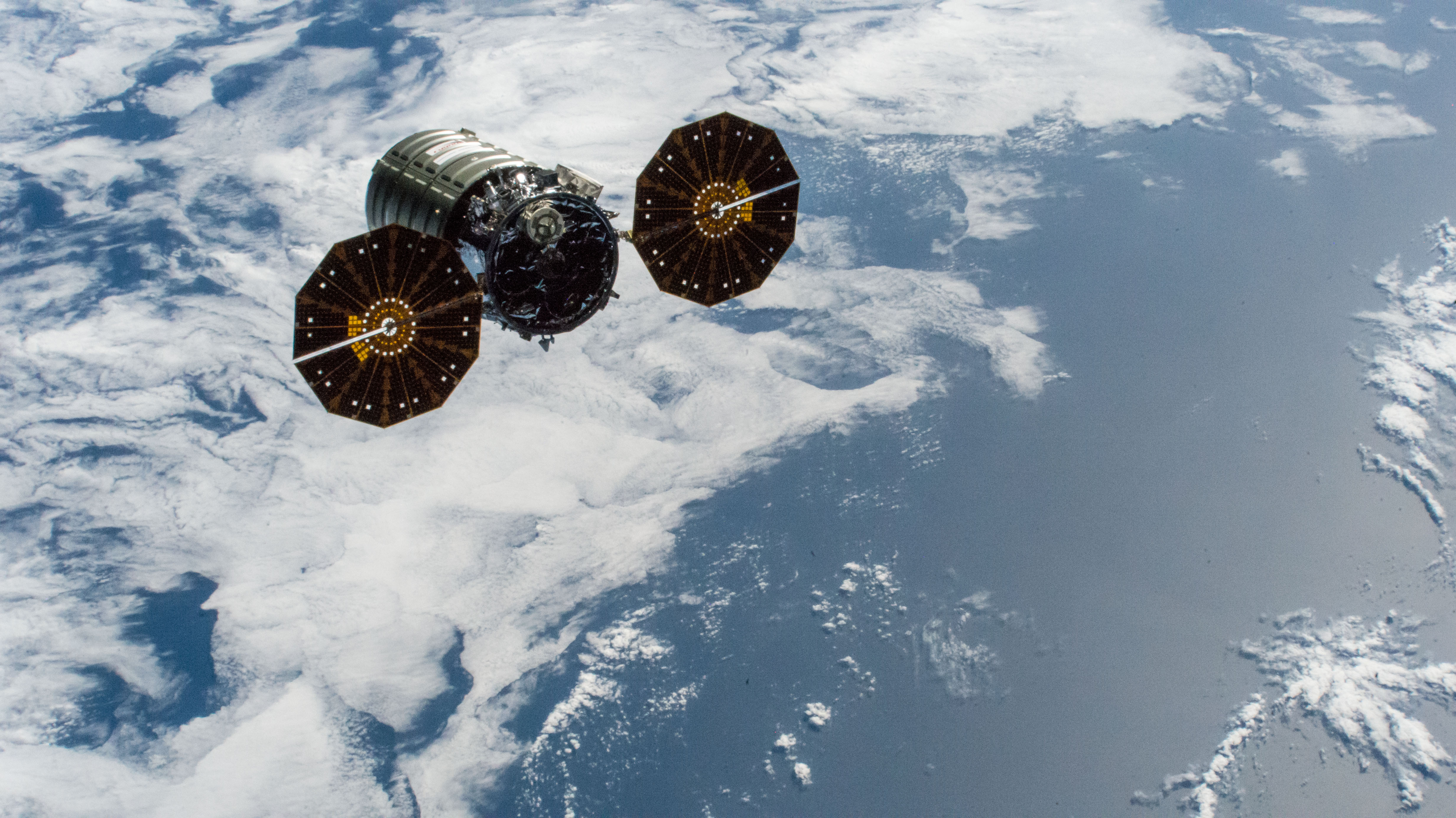
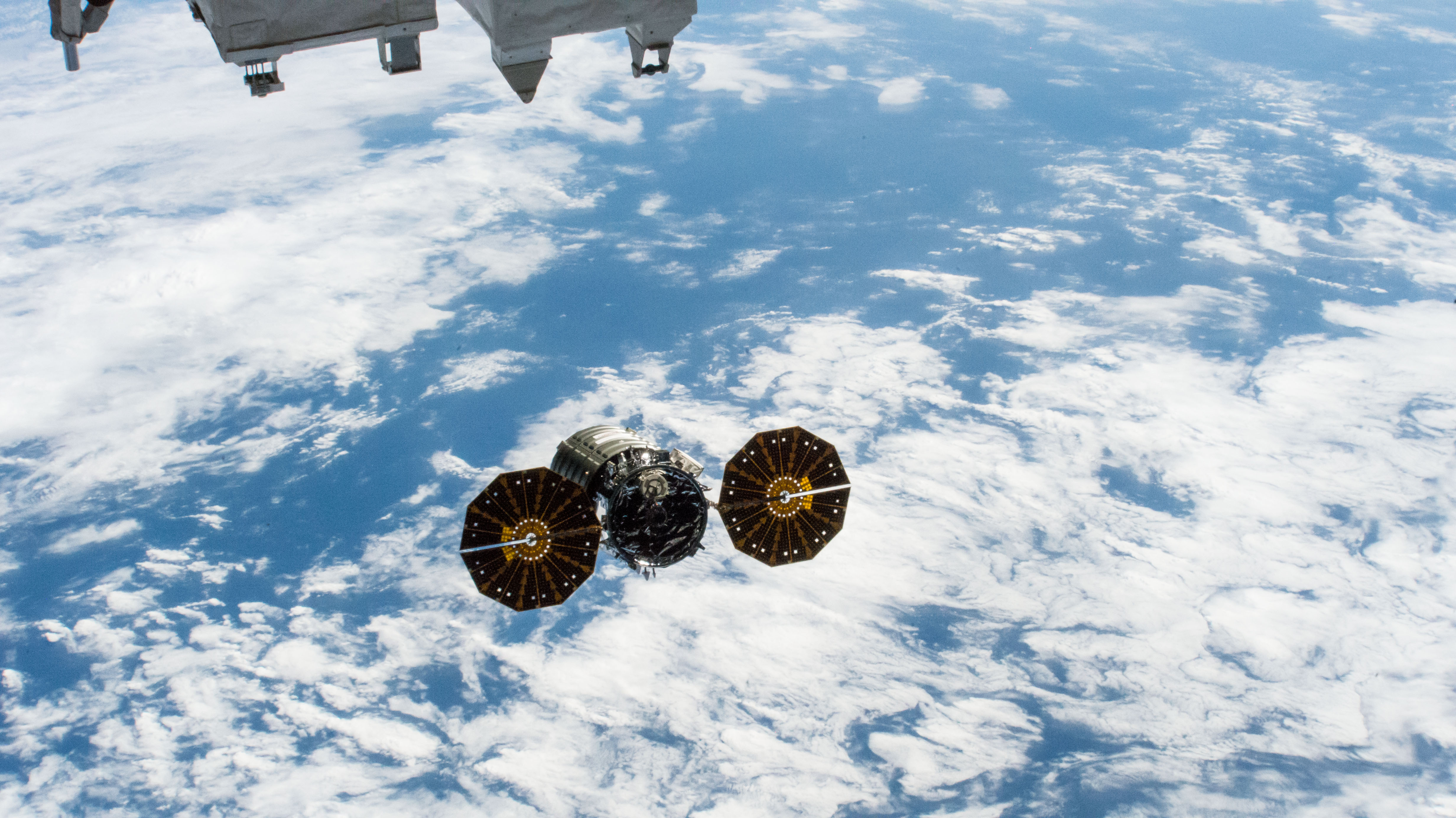